# 양배추 요정
양배추 요정(La fee aux choux, The Cabbage Fairy)은 프랑스에서 제작된 알리스 기-블라쉐 감독의 1896년 가족, 판타지 영화이다. 알리스 기-블라쉐 등이 주연으로 출연하였다.
이 영화는 논란의 여지가 있지만 세계 최초의 이야기 방식의 영화이며 여성이 감독한 최초의 영화이기도 하다.

## 출연
- 알리스 기-블라쉐